# Ošve
Ošve (en serbe cyrillique : Ошве) est un village de Bosnie-Herzégovine. Il est situé dans la municipalité de Maglaj, dans le canton de Zenica-Doboj et dans la fédération de Bosnie-et-Herzégovine. Selon les premiers résultats du recensement bosnien de 2013, il compte 91 habitants.

## Histoire
D'après le quotidien britannique The Daily Mirror, des terrains situés autour du village auraient été achetés en secret par l'organisation État islamique. Les services de renseignements bosniaques pensent que les djihadistes cherchent ainsi à créer une base pour attaquer l’Europe occidentale.

## Démographie

### Évolution historique de la population
| 1948 | 1953 | 1961 | 1971 | 1981 | 1991 | 2013 |
| ---- | ---- | ---- | ---- | ---- | ---- | ---- |
| -    | -    | 433  | 470  | 497  | 489  | 91   |

|  |